# Jayne-Ann Tenggren
Jayne-Ann Tenggren (* 20. Jahrhundert) ist eine Filmproduzentin und Script Supervisorin.

## Leben
Tenggren war seit 1993 bis zuletzt 2015 als Script Supervisorin an mehr als 50 Filmen beteiligt, darunter die Star-Wars-Prequels und mehrere Filme von Regisseur Sam Mendes. Seit 2011 ist sie auch im Bereich der Filmproduktionen tätig. Für 1917 wurde sie 2020 gemeinsam mit Mendes, Pippa Harris und Callum McDougall für den Oscar in der Kategorie Bester Film nominiert. Für diesen Film gewannen sie auch im gleichen Jahr den Producers Guild of America Award.

## Filmografie (Auswahl)
- 2019: 1917